# Pseudocaryanda
Pseudocaryanda is een geslacht van rechtvleugeligen uit de familie veldsprinkhanen (Acrididae). De wetenschappelijke naam van dit geslacht is voor het eerst geldig gepubliceerd in 1939 door Willemse.

## Soorten
Het geslacht Pseudocaryanda  is monotypisch en omvat slechts de volgende soort:
- Pseudocaryanda brunnea (Willemse, 1939)